# Phygadeuon brutus
Phygadeuon brutus là một loài tò vò trong họ Ichneumonidae.